# Julattenius cooloola
Espèce
Julattenius cooloola est une espèce de schizomides de la famille des Hubbardiidae.

## Distribution
Cette espèce est endémique du Queensland en Australie,. Elle se rencontre vers Searys Creek et Cooloola.

## Description
Le mâle holotype mesure 3,35 mm.

## Étymologie
Son nom d'espèce lui a été donné en référence au lieu de sa découverte, Cooloola.

## Publication originale
- Harvey, 1992 : The Schizomida (Chelicerata) of Australia. Invertebrate Taxonomy, vol. 6, no 1, p. 77-129.